# Sächsische VIII V1
Die Gattung VIII V1 der Sächsischen Staatsbahn (Baureihe 13.15 bzw. Baureihe 13.71 der Deutschen Reichsbahn) wurde in Anlehnung an die Preußische S 3 angeschafft. Die zweifach gekuppelte Schnellzuglokomotive war mit einem Zweizylinderverbundtriebwerk ausgestattet.

## Geschichte
Insgesamt wurden von Hartmann 32 Maschinen gebaut, die sich auf drei Baulose (1896: 10 Stück, 1897: 10 Stück und 1900: 12 Stück) verteilten. Die Lokomotiven des dritten Bauloses waren etwas schwerer und leistungsfähiger und hatten einen von 12 auf 13 bar erhöhten Kesseldruck. Die VIII V1 verdrängte ihre Vorgängerin schrittweise aus dem hochwertigen Zugdienst.
Die Fahrzeuge wickelten in Sachsen fast den kompletten Schnellzugverkehr ab, erwiesen sich aber besonders auf den Strecken mit größeren Steigungen als zu schwach. 1925 spielten die Loks im Schnellzugdienst nur noch eine untergeordnete Rolle.
Die Deutsche Reichsbahn übernahm noch 23 Lokomotiven. Elf Maschinen des dritten Bauloses erhielten die Nummern 13 1501 bis 13 1511; die zwölf älteren Maschinen der Baulose 1 und 2 erhielten die Nummern 13 7101 bis 13 7112. Alle Maschinen waren bis 1930 ausgemustert.
Die Lokomotiven wurden mit Tendern der Bauart sä 3 T 12, sä 3 T 15 und sä 2’2’ T 21 ausgestattet.